# Brazilski karneval
Brazilski karneval (portugalsko Carnaval do Brasil, IPA: [kaʁnaˈvaw]) je letni festival, ki poteka v petek popoldne pred pepelnično sredo opoldne, ki označuje začetek posta, štiridesetdnevnega obdobja pred Veliko nočjo. V postnem času so se rimokatoličani in nekateri drugi kristjani tradicionalno vzdržali uživanja mesa in perutnine, od tod tudi izraz 'karneval', iz besede carnelevare, 'odstraniti (dobesedno, 'dvigniti') meso'.
Karneval je najbolj priljubljen praznik v Braziliji in je postal dogodek ogromnih razsežnosti. Razen industrijske proizvodnje, maloprodajnih obratov, kot so nakupovalna središča, in podjetij, povezanih s karnevalom, je država skoraj en teden popolnoma poenotena, prazniki pa so intenzivni podnevi in ponoči, predvsem v obalnih mestih. Samo karneval v Riu de Janeiru je leta 2018 pritegnil 6 milijonov ljudi, od tega 1,5 milijona popotnikov iz Brazilije in zunaj nje.
Zgodovinsko gledano lahko njegov izvor izsledimo v portugalski dobi odkritij, ko so njihove karavele redno prečkale mimo otoka Madeira, ozemlje, ki je že izrazito praznovalo svojo karnevalsko sezono in kjer so bile natovorjene z blagom, pa tudi z ljudmi in njihovimi ludičnimi in kulturnimi izrazi.

## Značilnosti
Ritem, sodelovanje in kostumi se razlikujejo od ene do druge regije Brazilije. V jugovzhodnih mestih Rio de Janeiro, São Paulo in Vitória velike organizirane parade vodijo šole sambe. Te uradne parade so namenjene gledanju javnosti, medtem ko manjše parade (blocos), ki omogočajo udeležbo javnosti, najdemo v drugih mestih, kot je Belo Horizonte, tudi v jugovzhodni regiji. Severovzhodna mesta Recife, Olinda, Salvador in Porto Seguro imajo organizirane skupine, ki paradirajo po ulicah, javnost pa neposredno komunicira z njimi. Gre za šestdnevno zabavo, kjer množice spremljajo trios elétricos po mestnih ulicah, plešejo in pojejo. Tudi na severovzhodu ima karneval Olinda edinstvene značilnosti, na katere močno vpliva lokalna folklora in kulturne manifestacije, kot sta Frevo in Maracatu.
Tipični glasbeni žanri brazilskega karnevala so v jugovzhodni regiji na splošno večinoma mesta Rio de Janeiro in São Paulo: samba-enredo, samba de bloco, samba de embalo in marchinha; in v severovzhodni regiji, vključno s Pernambucom (večinoma mesti Olinda in Recife): frevo in maracatu ter Bahia (večinoma mesto Salvador): samba-reggae, pagode (tudi vrsta sambe) in glavna zvrst glasbe axé. Te ritme so v glavnem razvili Afro-Brazilci in Pardosi, ki so vključevali in prilagajali številne kulturne vplive, od udarcev tolkal v Afriki do vojaških fanfar v Evropi in iberske glasbe z uporabo instrumentov, kot sta pandeiro in cavaquinho.
Brazilski karneval je v bistvu sinteza evropskih, indijanskih in afro-brazilskih kulturnih vplivov, vsaka skupina je igrala pomembno vlogo pri razvoju strukture in estetike današnjega brazilskega karnevala. Na primer, glavne ritme, ki se uporabljajo v karnevalskih praznovanjih, so razvili Afro-Brazilci in uporabljajo evropska glasbila, kot sta cavaquinho in pandeiro za ustvarjanje melodij in aranžmajev, tudi fantazije in kostumi v brazilskem karnevalu si izposojajo koncepte iz oblačil domorodcev. prebivalstva pri uporabi perja in nagnjenosti k uporabi lažjih kosov.

## Motnje
Karneval je bil prvič prekinjen leta 1912 po smrti barona Rio Branca, takratnega brazilskega ministra za zunanje odnose. Župan Ria naj bi preložil vse licence za karnevalska združenja, a kljub temu se je veliko prebivalcev še vedno zabavalo na ulicah. Karneval je kljub prvi in drugi svetovni vojni potekal po načrtih, pa tudi v času brazilske vojaške diktature kljub strogim predpisom.
Prva motnja karnevala v 108 letih se je zgodila konec septembra 2020 sredi pandemije COVID-19 v Braziliji, ko je bil festival leta 2021 odpovedan. Naslednji festival je bil predviden od 26. februarja do 2. marca 2022, odvisno od razvoja epidemiološke situacije v državi. Pustno praznovanje se je končno vrnilo 19. februarja 2023 po 2 letih premora, vendar so bila zaradi poplav in zemeljskih plazov nekatera praznovanja odpovedana.

## Po regijah

### Rio de Janeiro
V poznem 18. stoletju so v Riu de Janeiru uvedli cordões (dobesedno »vrvice«, vezalke v portugalščini) v kombinaciji z dança do coco (dobesedno »kokosov ples«, oblika afro-brazilske plesne skupine). To so bile tekmovalne skupine, ki so paradirale po mestnih avenijah, nastopale z glasbili in plesale. Danes so znani kot Carnaval blocos (bloki), sestavljeni iz skupine ljudi, ki so oblečeni v kostume ali posebne majice s temami in/ali logotipi. Bloki so na splošno povezani z določenimi soseskami; vključujejo tako tolkala ali glasbeno skupino kot spremstvo. Sčasoma so postali »očetje« tega, kar vsi danes poznamo kot znane in mednarodno priznane šole sambe v Braziliji. Šole sambe (ne samo v Riu de Janeiru, ampak tudi v São Paulu in številnih drugih mestih) so kulturni epicenter brazilskega karnevala v smislu »sloga paradiranja«. Prva registrirana šola sambe se je imenovala Deixa-falar, a je kasneje izginila in prvo uradno tekmovanje v šoli sambe se je zgodilo leta 1929 s samo tremi skupinami, na tekmovanju pa je zmagala skupina Oswaldo Cruz, s sambo, ki jo je napisal Heitor dos Prazeres. Šola sambe GRES Estação Primeira de Mangueira, ki jo je zastopal Cartola, in šola sambe Estacio de Sá, ki jo je zastopal Ismael Silva, sta bili druga 2 tekmovalca. Sčasoma je Oswaldo Cruz postal Portela Samba School, največji zmagovalec karnevala v Riu z 22 naslovi. Čeprav mnogi Brazilci zdaj dajejo prednost drugim oblikam nacionalne glasbene kulture kot šolam sambe v Riu, karneval v Riu de Janeiru ostaja nacionalni festival par excellence, samba v Riu de Janeiru pa je še naprej dejavnik nacionalnega združevanja.
Carnaval blocos, znani tudi kot Blocos de Rua ('ulični bloki'), se pojavljajo v skoraj vseh soseskah v mestu in metropolitanskih območjih, vendar so najbolj znani tisti v Copacabani, Ipanemi, Leblonu, Lagoi, Jardim Botânico in v središču Ria. Organizatorji pogosto sestavijo lastne glasbene teme, ki jih dodajo izvajanju in petju klasičnih marchinhas in samba priljubljenih pesmi. Cordão do pelota preta ('Polka Dot Bloco'), ki gre skozi srce zgodovinskega središča Ria, in Suvaco do Cristo ('Pazduha Kristusa Odrešenika', ki se nanaša na kot kipa, videnega iz soseščine), v bližini Botaničnega vrta, so nekatere najbolj znane skupine. Monobloco je postal tako znan, da igra vse leto na zabavah in manjših koncertih.
Formalizirane šole sambe so zelo majhne skupine nastopajočih, ki jih financirajo ugledne organizacije (pa tudi zakonite igralniške skupine), ki delajo vse leto v pripravah na karneval. Šole sambe nastopajo na Sambadromu, ki poteka štiri cele noči in ga nadzira LIESA. So del uradnega tekmovanja, razdeljenega na sedem divizij, v katerih je posamezna šola razglašena za zmagovalca v skladu z desetimi ocenjevalnimi kategorijami, ki vključujejo kostum, tok, temo ter kakovost in izvedbo glasbe skupine. Nekatere šole sambe prirejajo tudi ulične zabave v svojih soseskah, skozi katere paradirajo skupaj s svojimi privrženci.
Vsi nastopajoči na Sambadromu morajo biti oblečeni v kostume. Nekateri častni člani šole ali skupnosti ga lahko prejmejo brezplačno, običajno pa bo morala večina plačati za svoje. Turisti imajo lahko enako izkušnjo na 'komercialnem območju' nekaterih šol sambe, vendar morajo kupiti svoj kostum pri šoli ali prek agenta, kar je lahko precej drago.

### Bahia
Obstaja več velikih razlik med karnevalom v zvezni državi Bahia v severovzhodni Braziliji in karnevalom v Riu de Janeiru. Glasbeni slogi so na vsakem karnevalu različni; v Bahii obstaja veliko ritmov, vključno s sambo, samba-reggae, axé itd., medtem ko je v Riu veliko slogov sambe: "samba-enredo", "samba de bloco", "samba de embalo" , "funk-samba", pa tudi znamenite "marchinhas", ki jih igrajo 'bande' na ulicah.
Do 1970-ih so se v Bahii razvile štiri glavne vrste karnevalskih skupin: Afoxês, Trios Elétricos, Amerindian skupine in Blocos Afros. Afoxês uporablja ritme afriške religije Candomblé. Častijo tudi bogove Candombléja, imenovane orixás. Za Electric Trio je značilen tovornjak, opremljen z ogromnimi zvočniki in platformo, kjer glasbeniki igrajo pesmi lokalnih žanrov, kot je axé. Ljudje sledijo tovornjakom, pojejo in plešejo. Amerindijanske skupine so se zgledovale po vesternih iz Združenih držav Amerike. Skupine se oblečejo v Indijance in si nadenejo indijanska imena. Blocos Afros ali afro skupine so bile pod vplivom črnskega gibanja ponosa v Združenih državah, gibanj za neodvisnost v Afriki in reggae glasbe, ki je obsojala rasizem in zatiranje. Skupine so ponovno spodbudile ponos na afriško dediščino.
Danes karneval v Bahii večinoma sestavljajo Trios Elétricos, še vedno pa sta Blocos Afros in Afoxês. Vsako leto Salvador privabi približno pol milijona turistov. Vse je mogoče opazovati tudi iz tribun (sedežev ob ringu), ki so razporejeni vzdolž poti, kar obiskovalcem ponuja več udobja.

### Pernambuco
Severovzhodna država Pernambuco ima edinstvene karnevale v svoji sedanji prestolnici Recife in v svoji kolonialni prestolnici Olinda. Glavna ritma sta frevo in maracatu. Galo da Madrugada je po Guinnessovi knjigi rekordov največja karnevalska parada na svetu glede na število udeležencev. Pomeni 'petelin zore' in paradira, kot že ime pove, samo zjutraj. Frevo je ples v pernambuškem slogu z afriškimi in akrobatskimi vplivi, saj je hiter in naelektren, pogosto uporablja odprt dežnik ter pogoste gibe nog in rok.
Za razliko od Salvadorja in Ria, praznovanja v Recifeju, Olindi in Itamaraci ne vključujejo skupinskih tekmovanj. Namesto tega skupine plešejo in igrajo druga ob drugi. Troças in maracatus, večinoma afriškega vpliva, se začnejo en teden pred karnevalom in končajo teden dni kasneje.

### Sao Paulo
Karneval v São Paulu poteka na Anhembi Sambadrome v petek in soboto zvečer v tednu karnevala, v nasprotju s karnevalom v Riu, ki poteka v nedeljo in ponedeljek zvečer.
V ogromni paradi tekmujejo različne 'šole sambe'. Vsaka šola predstavi drugačno temo, ki jo izpostavi s svojimi kostumi, plesom, glasbo in alegoričnimi avtomobili ali carros alegoricos, ogromnimi vozili, okrašenimi v skladu s temo, zasnovano posebej za parado. Šole so odgovorne za izbiro svojih tem, ki se običajno vrtijo okoli zgodovinskih dogodkov ali neke vrste kulturnih ali političnih gibanj.
Vai-Vai je najstarejša šola in je bila največkrat prvak posebne skupine (skupaj 15, vključno s prvenstvom 2015). Je tudi najbolj priljubljena, saj ima več oboževalcev in veliko podpornikov med prebivalci mesta.
Velja za najbolj LGBTQ+ prijazen karneval v Braziliji. Leta 2017 je Muzej spolne raznolikosti v São Paulu ustanovil lastno karnevalsko skupino, da bi zagotovil sporočilo vključevanja, miru in spoštovanja za vse LGBT osebe. Leta 2020 je na karnevalu v São Paulu nastopila Camilla Prins, prva transspolna ženska, ki je vodila šolo sambe na katerem koli pustnem dogodku v Braziliji.

### Espírito Santo
Karneval v Vitórii se izvaja en teden pred karnevalom, natančneje v Sambão do Povo. Šole so odgovorne za izbiro svojih tem, ki se običajno vrtijo okoli zgodovinskih dogodkov ali neke vrste kulturnih ali političnih gibanj.
Karneval v Espirito Santosu vključuje več kot tradicionalno šolsko parado veliko zanimivosti, zlasti na obalnih območjih države, od severa do juga.

### Minas Gerais
Karneval v Minas Geraisu pogosto zaznamujejo carnavalescos blocos z različnimi temami in slogi kostumov, ki jih običajno spremlja godba na trobila in bobne. Na karneval je močno vplival karneval v Riu de Janeiru in več mest prireja parade s šolami sambe. Pred kratkim prihajajo skupine Axé iz Bahie igrat v državo. Najbolj tradicionalne karnevalske parade potekajo v zgodovinskih mestih Ouro Preto, Mariana, São João del Rei in Diamantina. Od leta 2010 je karneval v glavnem mestu Belo Horizonte močno narasel v priljubljenosti. Tudi druga mesta v državi, kot so Juiz de Fora, Abaeté, Pompéu in Três Pontas, imajo priljubljene parade.
Ouro Preto je priljubljen med študenti. V mestu je velik delež študentov, ki med letom živijo v krajih, imenovanih Repúblicas (brazilski ekvivalent bratovščini). Med karnevalom se te obrnejo na cenovno ugodno namestitev tako za prebivalce kot obiskovalce, ki prihajajo iz vse države. Mestni griči, ozke ulice in kamniti tlaki preprečujejo promet težkih zvočnih tovornjakov. Zé Pereira dos Lacaios, najstarejši karnevalski blok v Braziliji z več kot 150 leti, paradira v mestu.
Prva karnevalska zabava v Belo Horizonteju se je zgodila leta 1897, še pred inavguracijo mesta. Kljub temu karneval v mestu desetletja ni bil tako priljubljen kot v zgodovinskih mestih. Šele v 2010-ih so se razmere spremenile in karneval je začel pridobivati vse večjo priljubljenost. Leta 2017 je Belo Horizonte imel največji karneval v svoji zgodovini in tretjega največjega v Braziliji. Na ulicah je bilo več kot tri milijone ljudi, s približno 500.000 turisti. Blok Baianas Ozadas je dosegel rekordno občinstvo 500.000 ljudi.
Juiz de Fora je imel v 1980-ih enega od treh največjih karnevalov v Braziliji. Toda vztrajno izgublja priljubljenost. Zastoj med ligo lokalnih šol sambe (LIESJUF) in občinsko agencijo za kulturo (Funalfa) je preprečil parade v mestu od leta 2016. Kot začasna rešitev so bile parade pri Intendente Magalhães.

### Drugi
Nekatera južna mesta, kot so Uruguaiana, Florianópolis in Porto Alegre, imajo manjše šolske skupine sambe ali bloke, vendar se zdi, da imajo, tako kot mesta v zvezni državi São Paulo, raje ples kot ulični ples. Curitiba gosti skromna pustna praznovanja, podobna tistim v drugih brazilskih mestih, in dogodke, kot sta Curitiba Rock Festival in karneval Zombie Walk, ki jih podpira Kulturna fundacija Curitibe, ki deluje pod nadzorom vlade Curitibe..

## Sambadrom
Karnevalske parade v Riu de Janeiru in São Paulu potekajo na njunih sambadromih, ki so blizu središča mesta. Sambodrom je ime za razstavišče za parade šol sambe med karnevalom v Braziliji. Sambadrom je na splošno sestavljen iz razporejenih območij za opazovanje gledalcev, ki obdajajo dolgo ulico, po kateri šole paradirajo. V Sambódromu v Riu se parade začnejo ob 20.00 ali 21.00 (odvisno od datuma) in končajo okoli 5.00 zjutraj. Podzemna železnica v Riu de Janeiru obratuje 24 ur na dan glavne parade.

## Glasba

### Samba
Samba je kljub svoji obsežni zgodovini še vedno eden najbolj priljubljenih glasbenih slogov v Braziliji. Njen izvor je mogoče izslediti v 19. stoletju v Salvadorju v Bahii, ki je imel močne povezave z zahodno Afriko in je vseboval veliko temnopoltih sužnjev in bivših sužnjev. Po odpravi suženjstva so se mnogi priselili v Rio de Janeiro, da bi začeli novo življenje. V hribovitih soseskah, znanih kot 'mala Afrika', je cvetela samba. Kljub veliki začetni oddaljenosti žanra od brazilske vlade in tistih iz visokega družbenega razreda (ki so si prizadevali za bolj evropsko kulturo), so 'sambisti' še naprej igrali, peli in plesali sambo. Od intimnih samba-canções (samba pesmi), ki jih pojejo v barih, do eksplozivnih parad bobnov med karnevalom, samba vedno vzbudi toplo in živahno razpoloženje. V 1930-ih je skupina glasbenikov pod vodstvom Ismaela Silve v soseski Estacio de Sá ustanovila prvo šolo sambe Deixa Falar. V tem obdobju so bili blocos de carnaval (skupine temnopoltih posameznikov iz favel, barakarskih naselij na pobočjih, ki so se v karnevalskem času zbrali, da bi plesali in peli sambo) tarča policije, ker so s svojimi nastopi povzročali preveč vznemirjenja. Z ustanovitvijo organiziranih ustanov so ti ljudje lahko našli tolažbo in zaščito v tej na novo legitimizirani praksi. Te šole sambe so mnogim, ki živijo v barakarskih naseljih, dale smisel v življenju, s čimer so povečale pomen žanra in plesa za mnoge Brazilce. Preoblikovali so glasbeno zvrst, da bi se bolje prilegala karnevalski povorki. V tem desetletju je radio razširil priljubljenost žanra po vsej državi. Pesem Pelo Telefone Donge in Maura de Almeide je prva pesem, ki je Samba resnično dvignila privlačnost in priznanje v Braziliji. Nacionalistična in populistična diktatura Getúlia Vargasa je uporabljala sambo (navdihnjena z idejami Gilberta Freyreja) pri ustvarjanju homogene nacionalne kulture, številne pesmi sambe, predvajane na radiu, pa so bile cenzurirane, da bi zagotovili razširjanje nacionalističnih sporočil režima.
V naslednjih letih se je samba razvijala v več smereh, od nežne samba-canção do bobnarskih orkestrov, ki tvorijo zvočno podlago karnevalske parade. Eden od teh novih slogov je bila bossa nova, glasbeno gibanje, ki so ga sprva vodili mladi glasbeniki in študenti iz Ria de Janeira. Sčasoma je postajal vse bolj priljubljen z deli Joãa Gilberta in Antonia Carlosa Jobima. V 1960-ih je bila Brazilija politično razdeljena in levičarski glasbeniki bossa nove so začeli opozarjati na glasbo, ki je nastajala v favelah. V tem času je bilo odkritih veliko priljubljenih umetnikov. Imena, kot so Cartola, Nelson Cavaquinho, Velha Guarda da Portela, Zé Keti in Clementina de Jesus, so posneli svoje prve albume. V 1970-ih se je samba vrnila na radio. Skladatelji in pevci, kot so Martinho da Vila, Clara Nunes in Beth Carvalho, so prevladovali v paradi uspešnic.

### Frevo
Frevo je široka paleta glasbenih slogov, ki izvirajo iz Recifeja in Olinde, Pernambuca v Braziliji, ki so vsi tradicionalno povezani z brazilskim karnevalom. Beseda frevo naj bi izhajala iz frever, ki je napačna izvedba portugalske besede ferver (vreti). Pravijo, da bo zvok freva pri poslušalcih in plesalcih vzbudil občutek, kot da vre na tleh. Beseda frevo se običajno uporablja izmenično za frevo glasbo ali frevo ples.
Najprej se je pojavila frevo glasba, karnevalska glasba, ki jo igrajo godbe na trobila ali pihala v kombinaciji z deli bobnov v šoli sambe. Do konca 19. stoletja so godbe iz polkov brazilske vojske s sedežem v mestu Recife začele s tradicijo paradiranja med karnevalom. Ker je karneval izvorno povezan z vero, so igrali tudi koračnice verske procesije in borilno glasbo. Nekaj polkov je imelo znane skupine, ki so privabile veliko privržencev in samo vprašanje časa je bilo, da se ljudje začnejo primerjati med seboj in navijati za svoje najljubše skupine. Najbolj znani skupini sta bili Espanha (kar pomeni Španija), katere dirigent je bil španskega porekla, in 14 iz 14. polka. Bendi so začeli tekmovati med seboj in tudi igrati vse hitreje, vse glasneje.

### Axé
Ko je pevka Daniela Mercury začela vzpon k slavi v Riu in São Paulu, je bilo vse, kar je prihajalo iz Salvadorja, označeno kot Axé Music. Kmalu so umetniki pozabili na slabšalni izvor izraza in ga začeli izkoriščati. Ker so ga mediji spodbujali naprej, se je zvočni posnetek karnevala v Salvadorju hitro razširil po vsej državi (skozi pustne prireditve izven sezone), okrepil njen industrijski potencial in produciral celoletne uspešnice v 1990. letih.
Preizkušene na vrhuncu karnevalske vročine so bile pesmi Axéja komercialno uspešne v Braziliji v zadnjem desetletju. Leto 1998 je bilo še posebej srečno za umetnike iz Bahie: skupaj so Daniela Mercury, Claudia Leitte, Ivete Sangalo, Asa de Aguia, Chiclete com Banana, Araketu, Cheiro de Amor in É o Tchan prodali več kot 3,4 milijona plošč.

## TV oddajanje
Brazilske karnevalske parade so bile prvič predvajane v poznih 1960-ih na televiziji na Rede Globo, ki je v živo prenašala praznovanja v Riu, kar je prineslo praznovanje več ljudem po vsej državi. Do 1970-ih so barvno oddajanje in satelitski prenosi omogočili, da se oddaje prenašajo v druge dele države v realnem času, do takrat pa so bile predstavljene najboljše šole, od leta 1984 Liga Independente das Escolas de Samba do Rio de Janeiro – znana tudi kot posebna skupina (od 1990) in prej pod Associação das Escolas de Samba da Cidade do Rio de Janeiro. Zdaj propadli Rede Manchete je dogodek večkrat prenašal in za dogodek leta 1987 organiziral skupno oddajo z Globom.
Od leta 1991 je Globov prenos parad, zdaj imenovanih Globeleza, na Sambodromu v Riu in São Paulu postal središče nacionalne in mednarodne pozornosti. Do leta 2017 se je od ljubiteljev šol sambe na paradi pričakovalo tudi, da si ogledajo kratek predogled nastopov sodelujočih šol, ki bo predvajan med trajanjem dogodka. Do leta 2018 so se na njihovem mestu pojavili oglasi v slogu besedilnih videoposnetkov, skupaj z barvami udeleženih tekmovalnih šol, ki vsebujejo besedila pesmi, ki jih bodo izvajale šole.
Globo je leta 1990 pridobil tudi pravice za predvajanje parade šol sambe v São Paulu, tamkajšnje parade zmag pa so kasneje predvajali tudi drugi lokalni televizijski kanali. Parade, ki so pripadale skupini Access Group (5. Division) in šolam serije B v Riu, so bile predvajane tudi na več televizijskih postajah in so še danes (leta 2015 sta Rede Record in NGT predvajala parade nižjih šol). Od leta 2014 ima Globo tudi polne pravice do parad serije A (Rio) in Paulista, ki sta si jih pred zaprtjem leta 2015 delila skupaj s kanalom Viva (ki je predvajal parade na nižji ravni in parade zmag zmagovalnih mest obeh mest) in regionalno RBS predvaja karnevale v Florianopólisu in Porto Alegreju, od leta 2015 pa kabelski kanal TVCOM prikazuje parade gavčov na jugu. Parado v Riu lahko poslušate tudi na radiu in si ogledate tudi prek spletnega prenosa (prek TVG Rio in od leta 2015 v G1, ki ponuja spletni prenos parade zmage v živo). Leta 2023 je Rede Bandeirantes prevzel pravice za predvajanje serije A.
Karnevala v Recifeju in Salvadorju Band prikazuje od zgodnjih 2000-ih, Band pa ima tudi pravice do prenosa parade zmage. Oba spadata pod blagovno znamko Band Folia. To velja tudi za SBT, ki prav tako prenaša dogodke pod pasico SBT Folia in je od nedavnega viden tudi prek prenosa v živo na YouTubu. Od leta 2008 ima Globo tudi lastno oddajno ekipo in ekipo za oddaje poznonočne oddaje Galo da Madrugada v Recifeju.

## Pobratenje
- Santa Cruz de Tenerife, Španija; od leta 1984 je Rio de Janeiro pobraten z mestom Santa Cruz de Tenerife zaradi posebne povezave med karnevalom v Riu in karnevalom v Santa Cruz de Tenerife.[35]